# 王惟善 (景泰進士)
王惟善（1419年—？），字惟善，雲南嵩明州人，南京鷹揚衛官籍，明朝政治人物。進士出身。

## 生平
應天府鄉試第五十名。景泰二年（1451年）辛未科會試第一百四十七名，殿試登進士第三甲第八十五名。

## 家族
曾祖父王良。祖父王子秀。父亲王胤賢。